# 이자이 금성

이자이 금성

이자이 금성(중국어 정체자: 億載金城, 병음: Yìzǎi Jīnchéng, 백화자: Ek-chài kim-siâⁿ) 또는 얼쿤선 포대(중국어 정체자: 二鯤鯓砲台, 한어 병음: Èrkūnshēn Pàotái, 웨이드-자일스: Èrh-k'ūn-shēn P'ào-t'ái, 백화자: Jī-khun-sin Phàu-tâi)는 대만 타이난시 안핑구에 있는 방어 성이다.

## 역사
이 성은 1874년에 건설되어 1876년에 청나라 관리인 심보정이 해안을 보호하고 일본의 침략으로부터 섬을 방어하기 위해 완공했다. 이 군사 시설은 1884년 청불 전쟁에서 첫 번째 작전을 펼쳤다. 1895년 청나라가 대만을 일본 제국에 할양했을 때, 대만 사람들은 이 요새에서 대만민주국의 깃발 아래 침략하는 일본 전함에 맞서 싸웠다. 일본의 지배 하에서 이 군사 시설은 가치를 잃었다. 러일 전쟁 동안 일본 제국 정부가 요새의 대포 중 일부를 팔았을 때 그 가치는 완전히 사라졌다.
현재의 성터 근처에는 사람들이 즐길 수 있는 공원이 있으며, 사람들이 성 주변을 볼 수 있는 보트도 있다. 저녁에는 가끔 음악 공연이 있다.